# Campomanesia sessiliflora
É uma planta da América do Sul, abundante no Cerrado, Caatinga e Mata Atlântica. Foi descrita por (O.Berg) Mattos.

## Sinônimos
Lista de sinônimos segundo o Reflora:
- Basiônimo Britoa sessiliflora O.Berg
- Heterotípico Abbevillea bullata Barb.Rodr.
- Heterotípico Abbevillea langsdorffiana O.Berg
- Heterotípico Campomanesia apaensis Barb.Rodr. ex Chodat & Hassl.
- Heterotípico Campomanesia bullata (Barb.Rodr.) Barb.Rodr. ex Chodat & Hassl.
- Heterotípico Campomanesia igatimiensis Barb.Rodr. ex Chodat & Hassl.
- Heterotípico Campomanesia langsdorffii O.Berg
- Heterotípico Campomanesia mollicarpa Barb.Rodr. ex Chodat & Hassl.
- Heterotípico Campomanesia nitidifolia Barb.Rodr. ex Chodat & Hassl.

## Morfologia e Distribuição
Arbusto ou pequena árvore semidecídua dependendo da variedade, dotada de copa baixa, com ramos e tronco tortuosos, nativas dos cerrados e campos do Brasil central, Minas Gerais e Mato Grosso do Sul. Distinguem-se das demais espécies do gênero por possuir pedúnculos denso-pubescentes de 1-12 mm que são mais curto que os botões florais, com cálice aberto já na fase de botão e por ter folhas com 4-12 cm de comprimento. Flores solitárias, grandes, formadas de outubro a novembro. Frutos globosos-achatados, quase lisos, de cor verde, com polpa suculenta e de sabor doce-acidulado, maturado de dezembro a janeiro.